# Liste de magazines de heavy metal
La liste suivante recense des magazines de heavy metal.
- Haut – A
- B
- C
- D
- E
- F
- G
- H
- I
- J
- K
- L
- M
- N
- O
- P
- Q
- R
- S
- T
- U
- V
- W
- X
- Y
- Z

## B
| Brave Words and Bloody Knuckles, | Canada |

## D
| Decibel | États-Unis |

## E
| Enfer magazine, | France |

## H
| Hard Force Magazine | France |
| Hard Rock Magazine, | France |

Hard N' Heavy ||  France

## K
| Kerrang!, | Espagne     |
| Kerrang!, | Royaume-Uni |

## M
| Metal Hammer, | Allemagne   |
| Metal Hammer, | Espagne     |
| Metal Hammer, | France      |
| Metal Hammer, | Hongrie     |
| Metal Hammer, | Israël      |
| Metal Hammer, | Royaume-Uni |
| Metal4        | Allemagne   |
| Metallian     | France      |

## N
| New noise magazine | France    |
| Noire              | 🇫🇷 France |

## R
| Radio Metal | France      |
| Revolver    | États-Unis  |
| Rock Hard,  | Allemagne   |
| Rock Hard,  | Autriche    |
| Rock Hard,  | Belgique    |
| Rock Hard,  | Brésil      |
| Rock Hard,  | Canada      |
| Rock Hard,  | Chypre      |
| Rock Hard,  | Espagne     |
| Rock Hard,  | France      |
| Rock Hard,  | Grèce       |
| Rock Hard,  | Italie      |
| Rock Hard,  | Luxembourg  |
| Rock Hard,  | Portugal    |
| Rock Hard,  | Suisse      |
| Rock Sound  | Royaume-Uni |

## S
| Sounds | Royaume-Uni |

## T
| Terrorizer, | Royaume-Uni |